# 螺旋の月
「螺旋の月」（らせんのつき）は、1999年2月24日にリリースされた高橋由美子の24枚目のシングルである。

## 解説
テレビ朝日系列『木曜ドラマ』枠『ニュースキャスター 霞涼子』の挿入歌として使われた 。
2023年現時点でのラスト・シングル。

## 収録曲
1. 螺旋の月
  - 作詞：山本成美 / 作曲：小西貴雄・小池雄治 / 編曲：小西貴雄
2. Restart
  - 作詞：高橋由美子 / 作曲：河野雅昭 / 編曲：林有三
3. 螺旋の月（オリジナル・カラオケ）
4. Restart（オリジナル・カラオケ）